# Apteropanorpa hartzi
Apteropanorpa hartzi is een schorpioenvlieg uit de familie van de Apteropanorpidae. De wetenschappelijke naam van de soort is voor het eerst geldig gepubliceerd door Palmer, Trueman, & Yeates in 2007.
De soort komt voor in Tasmanië.